# Zêuxis
Zêuxis ou Zeuxipo (em grego: Ζεῦξις) (464 a.C. – 398 a.C.), pintor da Grécia Antiga, do século V a.C. Era natural de Heráclea, nome de muitas cidades em seu tempo, esta provavelmente no sul da Itália, mas viveu a maior parte da vida em Atenas, onde foi um dos pintores mais famosos de seu tempo.
Não resta nenhuma obra sua, mas fontes antigas  o descrevem como um dos principais pintores da Grécia antiga. Uma história famosa conta de sua disputa com outro pintor, Parrásio, como referida por Plínio, o Velho:
Para a disputa, Zêuxis pintou um cacho de uvas. Quando mostrou o quadro, dois passarinhos imediatamente tentaram bicar as frutas. Zêuxis então pediu que Parrásio desembrulhasse seu quadro. Este então revelou que na verdade era a pintura que simulava a embalagem do quadro. Zêuxis imediatamente reconheceu a superioridade de Parrásio, pois se tinha enganado os olhos dos passarinhos, este tinha enganado os olhos de um artista.

A mesma fonte informa que começou a pintar no quarto ano da 95.ª Olimpíada e que alcançou tamanha fama que usava uma capa com seu nome bordado em letras de ouro.

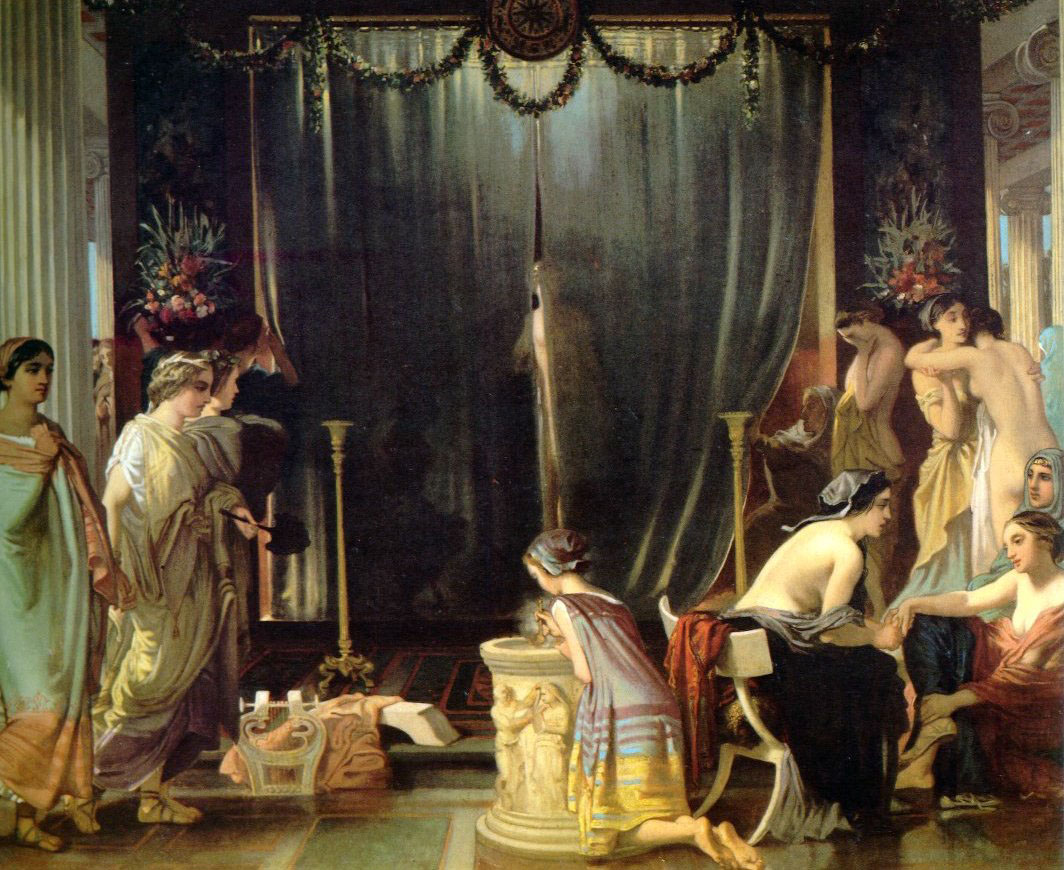
Victor Mottez, em 1858, imaginou a elaboração de Helena, por Zêuxis. Da obra do artista grego nada restou.

Aristóteles criticou sua preferência pela composição expressiva em vez da representação do caráter dos personagens, mas mesmo assim considerava-o um grande mestre
Outra fábula conta que para uma obra representando Helena de Troia, implorou às cinco jovens mais belas da cidade de Crotona que o permitissem pintar o mais belo em cada uma delas. Desta forma parece ter inaugurado um método para representar a beleza ideal que mais tarde converter-se-ia num lugar comum da teoria estética. 
Sabe-se que, embora não tenham sobrevivido, as suas obras mais famosas foram a já referida Helena, Zeus em seu trono, O Jovem Hércules Estrangulando uma Serpente, Assembleia dos Deuses, Eros coroado de Rosas, Menelau. Muitos dos seus trabalhos foram levados para Roma e depois para Bizâncio, mas tinham já desaparecido no tempo de Pausânias.
Conta outra lenda que Zêuxis, literalmente, morreu de tanto rir, quando uma velha matrona muito feia encomendou uma pintura de Afrodite e exigiu posar como modelo.